# 地底奇人
《地底奇人》（原名《紙猴》），是倪匡筆下科幻小說衛斯理系列第二部作品，系列編號2，連載於1963年7月22日至2月12日的《明報》。
本小說原名《紙猴》，內容包括《地底奇人》及《衛斯理與白素》兩書。據作者在序中交代，全個故事篇幅極長，故此分為上、下兩本書，上集為《地底奇人》，下集為《衛斯理與白素》。

## 內容簡述
《地底奇人》故事講的不是生活在地底之中的人，乃作者原意想寫以中國傳統幫會的奇人故事。故事從衛斯理跟一個來歷不明的瞎子會面開始，被游說合作進行一宗大買賣。為了弄清來龍去脈，衛斯理派出自己出入口公司內的職員小郭進行跟蹤，結果小郭在調查過程中身受重傷，而衛斯理亦因捲入誤會而不幸遇襲。故事裡衛斯理的對手為幫會中人，當中臥虎藏龍，面對這些身懷絕技的『地下社會的奇人』，衛斯理並不膽怯，雖然其間吃過不少意外的苦頭，卻與青幫一代傳奇人物外號『白龍』的白老大、以及他的兒子白奇偉及女兒白素結識，期間雖被栽贓，但為了洗脫自己私吞『七幫十八會』的寶藏嫌疑，衛斯理必須努力尋找出背後陰謀的主持人‧‧‧
本故事在武術動作方面的描寫頗有近代武俠小說的味道，也是衛斯理早期冒險生命中的重要一頁。而在《地底奇人》及《衛斯理與白素》中，衛斯理跟白素由最初的敵對而最後結合成為夫妻都有詳細交代，而白素這角色已成為日後衛斯理小說的重要主角，其聲望在讀者心中更有將衛斯理蓋過之勢。本故事亦曾經被改編成廣播劇 、電視劇。

## 主要人物
- 衛斯理　　-　 故事主角。喜好冒險的年輕人。
- 小郭　　　-　 衛斯理下屬。跟蹤白奇偉被打傷送醫院。
- 紅紅　　　-　 衛斯理表妹。自美國回來。一心想參與衛斯理的冒險。
- 老蔡　　　-　 衛斯理管家。被紅紅捉弄。
- 白奇偉　　-　 白老大兒子、白素的兄長。行事作風狠辣。
- 白素　　　-　 身手不凡的神祕女郎。在田立東和妻子的宅邸。化裝成他們死去的女兒羅絲。白老大女兒。與衛斯理相知相惜。
- 杜仲　-　 自稱靈媒。其實是白老大手下。以魔術手法在田宅裝神弄鬼。目的是將他們嚇跑。
- 田立東　-　 經營洋行的富商。與妻子兩人因大宅中鬧鬼向人求助。結果來的是假的靈媒杜仲。
- 廷文　　-　 昔日青幫司庫，負責埋藏『七幫十八會』的寶藏，事後為表忠誠，在眾人面前自毀雙目，事後多年卻又反悔，結果被白奇偉手下『神鞭三矮』用鞭子打死。
- 神鞭三矮　-　 偷襲衛斯理的高手，使用黑色長鞭的三名老人，其實是三兄弟。出身長江口的崇明島。
- 秦正器　　-　 衛斯理好友、黃龍會頭目。隱身住在山邊的貧民窟，將作為通行證的邀請函交給衛斯理。
- 石看天　　-　 金雞幫頭目。要求將寶藏取出分配。
- 劉根生　　-　 上海小刀會的頭目。在七幫十八會的集會中。對衛斯理出言不遜。幾乎識穿其化妝面目。
- 白老大　　-　 青幫最後一任總頭目，外號『白龍』，因他行事作風大開大闔，手腕上戴著一只瑪瑙玉鐲，行蹤經常神龍見首不見尾。
- 宋堅　　　-　 飛虎幫大阿哥，與衛斯理一起出生入死。

## 廣播劇
- 商業電台於1986年星期一至五，每日下午三時正以粵語首播《紙猴》廣播劇，合共23集。為商台衛斯理廣播劇系列第一個故事。
  - 監製：金貴
  - 改編：圓方
  - 播音
    - 朱子聰 飾演 衛斯理
    - 錢佩卿 飾演 白素
    - 盧　雄 飾演 白老大
    - 鄧光榮 飾演 白奇偉
    - 金　貴 飾演 于廷文
    - 甄錦華 飾演 神鞭三矮
    - 馮天衡 飾演 杜仲
    - 黎超淹 飾演 秦正器
    - 金　剛 飾演 宋堅
    - 金　貴 飾演 宋富
    - 陳慕賢 飾演 王紅紅
    - 葉　佳 飾演 老蔡
    - 楊廣培 飾演 黃彼得
    - 何文光 飾演 郭則清（小郭）
    - 馮天衡 飾演 李根（胡克黨）
    - 陳　森 飾演 里加度（胡克黨）
    - 金　貴 飾演 田利東
    - 馬淑逑 飾演 田太太
    - 翠　碧 飾演 陳小姐（衛斯理秘書，原著為蔡小姐）
    - 金　貴 飾演 石看天
    - 陳　森 飾演 劉阿根
    - 甄錦華 飾演 程兄弟
    - 莫佩雯 飾演 小女孩
    - 翠　碧 飾演 綁匪女首領
    - 李　錦 飾演 青幫手下

- - 歌曲
    - 插　曲－－劉德華《情在呼吸裡》，作曲：馮偉棠，作詞：陳慶嘉，編曲：杜自持
    - 主題曲－－張學友《 外 星 客 》，作曲：盧冠廷，填詞：林敏聰，編曲：杜自持

## 電視劇
- 無綫電視(TVB)《衛斯理》（The 'W' Files），香港無綫電視翡翠台劇集，於2003年6月2日首播，監製張乾文，八個故事共30集。《紙猴》為其中一個被改編的故事。故事背景則設定為1930年代的上海，角色和情節都與原著也較大的差異。
  - 羅嘉良 飾演 衛斯理
  - 蒙嘉慧 飾演 白素
  - 唐文龍 飾演 白奇偉(白素兄)
  - 高　雄 飾演 白老大(白素父)
  - 楊　怡 飾演 黃紅紅(衛斯理表妹)
  - 許紹雄 飾演 宋堅
  - 黃文標 飾演 廷文

參見衛斯理 (2003年無綫電視劇集)

## 相關書目
- 《衛斯理與白素》

| 前任者： 001 鑽石花 | 衛斯理系列（按編號） 002                                                   | 繼任者： 003 衛斯理與白素 |
| 前任者： 鑽石花     | 衛斯理系列（按連載時序） 1963年7月22日至1964年2月12日 （包括衛斯理與白素） | 繼任者： 妖火、真菌之毀滅 |